# Raphaël Ahumada
Raphaël Ahumada Ireland (* 20. Mai 2001) ist ein Schweizer Leichtgewichts-Ruderer. Er gewann bis 2024 eine Silbermedaille bei Weltmeisterschaften sowie zwei Goldmedaillen und eine Bronzemedaille bei Europameisterschaften.

## Sportliche Karriere
Ahumada wurde bei den Junioren-Weltmeisterschaften 2019 Zwölfter mit dem Doppelvierer. 2021 trat er erstmals im Ruder-Weltcup an. Bei den U23-Weltmeisterschaften 2021 wurde er zusammen mit Gian Struzina Sechster im Leichtgewichts-Doppelzweier. 2022 trat Ahumada im Weltcup einmal mit Andri Struzina und einmal mit Jan Schäuble an. Bei den Europameisterschaften in München ruderten Schäuble und Ahumada im Leichtgewichts-Doppelzweier und Andri Struzina startete im Leichtgewichts-Einer. Im Leichtgewichts-Doppelzweier siegten die Iren vor den Italienern, die beiden Schweizer gewannen Bronze knapp vor den Portugiesen. Einen Monat später bei den Weltmeisterschaften in Račice u Štětí wurden die Iren Erste vor den Italienern und den Ukrainern, Schäuble und Ahumada hatten als Vierte anderthalb Sekunden Rückstand auf die Medaillenränge. 2023 bei den Europameisterschaften in Bled gewannen die beiden Schweizer den Titel im Leichtgewichts-Doppelzweier vor den Italienern und den Griechen. Drei Monate später bei den Weltmeisterschaften in Belgrad verteidigten die Iren ihren Titel erfolgreich, die beiden Schweizer wurden knapp vor den Italienern Zweite. 2024 siegten die Schweizer bei den Europameisterschaften in Szeged vor den Italienern. Bei den Olympischen Spielen in Paris hatten die irischen Olympiasieger über zwei Sekunden Vorsprung vor den Italienern, 0,11 Sekunden hinter den Iren wurden die Griechen Dritte. Schäuble und Ahumada ruderten drei Sekunden nach den Griechen als Vierte ins Ziel.
Raphaël Ahumada rudert für den Forward Rowing Club Morges. Seine jüngere Schwester Thalia Ahumada ist ebenfalls Ruderin.